# (23258) Tsuihark
(23258) Tsuihark (2000 YY21) – planetoida z pasa głównego asteroid okrążająca Słońce w ciągu 3,53 lat w średniej odległości 2,32 j.a. Odkryta 29 grudnia 2000 roku.